# びまん性大細胞型B細胞性リンパ腫
びまん性大細胞型B細胞性リンパ腫（びまんせいだいさいぼうがたBさいぼうせいリンパしゅ、英: diffuse large B-cell lymphoma, not otherwise specified; DLBCL, NOS）は、悪性リンパ腫の種類の1つで、小型リンパ球の2倍を超えた、あるいは正常の組織球の核と同等かそれ以上の大きさの核を有する大型のB細胞性の腫瘍細胞が、びまん（瀰漫）性の増殖を示す、非ホジキンリンパ腫。生物学的・臨床病理学的に異種なものを包括した疾患概念のため、後述するようにさらに細かな分類がなされている。

一部のDLBCLは、低悪性度リンパ腫(主に濾胞性リンパ腫)からの組織学進展から形質転換したものである。月単位で病気が進行する「中悪性度」に分類される。

## 疫学
日本では全悪性リンパ腫の33.3%を占める。

## 病因
一部のDLBCL(高齢者EBV陽性DLBCL, 慢性炎症関連DLBCLなど)はEBウイルスによるB細胞の腫瘍化が病因とされるが、それ以外のほとんどのDLBCLの病因は不明である。

## 組織学的分類
WHO分類第4版で提唱されたupdated Kiel分類を踏襲した分類
- Centroblastic - 中心芽球亜型
- Imunoblastic - 免疫芽球亜型
- Anaplastic - 未分化大細胞型（上記2種類に該当しないほど強い異型性の巨核・多核細胞からなるもの。）
  - Rare morphologic variants
  - Molecular subgroups
    - Germinal center B-cell-like (GCB)
    - Activated B-cell-like (ABC)

  - Immunological subgroups
    - CD5-positive DLBCL ― DLBCL全体の10%程度を占め、CD5陰性DLBCLと比べて予後が悪い[4]。
    - Germinal center B-cell-like (GCB)
    - Non-germinal center B-cell-like (non-GC)

- Diffuse large B-cell lymphoma, subtypes
  - T細胞組織球豊富型LBCL (T-cell/histiocyte-rich LBCL: THRLBL)
  - 中枢神経原発DLBCL (Primary DLBCL of the CNS)
  - 皮膚原発びまん性大細胞型B細胞性リンパ腫, 足型 (Primary cutaneous DLBCL, leg type: PCDLBCL, leg type)
  - 高齢者EBV陽性DLBCL (EBV positive DLBCL of the elderly)

### 他の大細胞型B細胞性リンパ腫
これらはWHO分類第4版では独立した疾患分類となっている。下記に該当しないものが、上記の狭義のDLBCLである。
- 慢性炎症関連DLBCL (DLBCL associated with chronic inflammation)
- 原発性縦隔（胸腺）大細胞型B細胞リンパ腫 (Primary mediastinal (thymic) large B-cell lymphoma: PMBL)
- 血管内大細胞型B細胞性リンパ腫 (Intravascular large B-cell lymphoma)
- Lymphomatoid granulomatosis: LYG
- ALK陽性大型B細胞リンパ腫 (ALK-positive LBCL) ― 通常CD20陰性のためリツキシマブ無効
- 形質芽球性リンパ腫 (Plamablatic lymphoma: PBL)
- HHV8関連多中心性キャッスルマン病に生ずる大細胞型B細胞性リンパ腫 (LBCL arising in HHV8-associated multicentric Castleman disease: LBCL in HHV8 MCD)
- 原発性滲出リンパ腫 (Primary effusion lymphoma: PEL)

### 境界型
他のリンパ腫との中間的な特徴を有し分類不能なもの
- B-cell lymphoma, unclassifiable, with features intermediate between DLBCL and Burkitt lymphoma
- B-cell lymphoma, unclassifiable, with features intermediate between DLBCL and classical Hodgkin lymphoma

## 検査所見

### 病理組織所見
- 組織像
  - 典型像ではリンパ節の正常構造が消失し、大型の腫瘍細胞がびまん性に増殖する。
- 免疫学的表現型
  - B細胞マーカー(CD19, CD20, CD22, CD79a, PAX5[注釈 1]）が陽性となるが、症例によってはいくつかが陰性になる。
  - Anaplasitc variantはCD30陽性が多い。
  - CD5陽性DLBCLはサイクリンD1陰性という点でマントル細胞リンパ腫のblastoid variantとは区別される。
  - Ki-67の陽性率は通常40%以上と高いが、バーキットリンパ腫(99%以上)ほどは高くないので鑑別点となる[5]。
- 遺伝子検査 ― 病理組織のFISHなどで検査を行う
  - 濾胞性リンパ腫で見られるt(14;18)BCL2-IgHが約30%に見られる。
  - BCL6遺伝子を含む3q27領域の異常を約30%で認める。

### 一般検査所見
- 血液検査所見ではLDHの上昇を認めることがある。予後因子の一つである。また可溶性IL-2受容体が上昇することが多い。
- 画像検査所見(CT, FDG-PET)は病期分類に不可欠である。

## 診断
- 病変の生検などで上記の組織学的所見を認めれば本症と診断される。
- 他の一般的な悪性リンパ腫と同様に、病期分類はAnn Arbor分類が、予後予測は国際予後因子を用いる。

## 治療
病期・部位や年齢・合併症に応じて治療を決定するが、主に以下の治療が選択される。
- 限局期であれば、化学療法であるCHOP療法にリツキシマブを加えたR-CHOP療法を3コース行った後に放射線照射を行う[6](高齢者ではCHOP療法のドキソルビシンを、より心毒性が少ないとされるピラルビシンに替えたTHP-COPが用いられることがあるが、コンセンサスが得られている訳ではない)。または進行期と同様にR-CHOP×6～8コースも標準治療である[7]。

- 進行期であれば、R-CHOP療法を6コースまたは8コース[注釈 2]行う。これもリツキシマブ併用療法の方が奏効率、無増悪生存率、総生存率いずれも優れていることが示されている[8][9]。国際予後指標の予後不良群においては再発が多いため、若年者においてはR-CHOP療法6コース後に自己末梢血幹細胞移植併用大量化学療法を行う事が検討されてきたが[10]、エビデンスは不足しており一般診療で初回化学療法後に奏効が得られた後の自家末梢血幹細胞移植は推奨されていない[7]。

- 再発・難治例にはR-ESHAP、R-ICEなど、CHOPとは異なる抗腫瘍薬の組み合わせによる化学療法を行う。自己末梢血幹細胞移植併用大量化学療法も推奨される[11]。

- 中枢神経原発または浸潤(脊椎原発あるいは視神経を含む脳神経浸潤など)がある場合は、CHOP療法の抗腫瘍薬は血液脳関門を通過しないので、シタラビン大量療法、メトトレキサート大量療法(メトトレキサート・ロイコボリン救援療法)などが行われる。なおリツキシマブも併用されるが、血液脳内関門を通過しないので中枢神経以外に伝播した可能性のある病変に対しての効果を期待して投与される。リツキシマブの髄注投与は臨床試験は行われている[12]ものの標準的な治療ではない。

- 精巣原発の場合は中枢神経再発および対側での再発が多い[注釈 3]ため、R-CHOP療法6コースまたは8コースにメソトレキセート髄腔内投与4回および対側精巣への放射線照射が行われる[13]。

- 胃原発の場合は、Lugano分類のI期、II1期を限局期、II2期以降を進行期として扱う。限局期、進行期それぞれの治療は通常のDLBCLに準じる[14][15]。

## 予後
- 初発限局期の低リスク若年者(60歳以下)にR-CHOPを行った予後は5年全生存率は80%程度[8]である。
- 初発進行期の70歳以下の患者にR-CHOPを行った8年生存率は60%弱である[16]。
- 若年者の再発・再燃症例に対し自己末梢血幹細胞移植併用大量化学療法を行った3年全生存率は約50%である[11]。